# 873 (číslo)
Osm set sedmdesát tři je přirozené číslo. Římskými číslicemi se zapisuje DCCCLXXIII a řeckými číslicemi se zapisuje ωογʹ. Následuje po čísle osm set sedmdesát dva a předchází číslu osm set sedmdesát čtyři.

## Matematika
873 je:
- Deficientní číslo
- Složené číslo
- Nešťastné číslo

## Astronomie
- (873) Mechthild je planetka hlavního pásu, kterou objevil v roce 1917 Max Wolf

## Roky
- 873
- 873 př. n. l.